# Maszewko (województwo zachodniopomorskie)
Maszewko – wieś w Polsce, położona w województwie zachodniopomorskim, w powiecie goleniowskim, w gminie Maszewo.
W latach 1975–1998 miejscowość administracyjnie należała do województwa szczecińskiego.
Do 1945 r. poprzednią niemiecką nazwą wsi była New Massow. W 1948 r. ustalono urzędowo polską nazwę wsi Maszewko.